# Qom
34°38′B 50°52′Đ / 34,633°B 50,867°Đ
Qom (tiếng Ba Tư: قم [ɢom], còn được gọi là Q'um hoặc Ghom) là một thành phố ở Iran. Nó nằm 156 km (97 dặm) bằng đường bộ về phía tây nam Tehran và là thủ phủ của tỉnh Qom. Theo điều tra dân số năm 2006, dân số của thành phố là 957.496 người, 241.827 gia đình. Thành phố nằm trên bờ sông Qom.
Qom được coi là thánh bởi Hồi giáo Shi`a, vì nó là nơi có ngôi đền của Fatema Mæ'sume, em gái của Imam `Ali ibn Musa Rida (Imam Reza Ba Tư, năm 789-816). Thành phố là trung tâm lớn nhất cho Shi'a học bổng trong thế giới, và là một điểm đến quan trọng của cuộc hành hương.
Qom được tính là một trong những trung tâm đầu mối của các Shi'a ở Iran và khắp nơi trên thế giới. Kể từ khi cuộc cách mạng, dân số tăng lữ đã tăng từ khoảng 25.000 đến hơn 45.000 và dân số không tăng lữ đã tăng hơn ba lần khoảng 700.000. Số lượng các trường học chủng viện ở Qom bây giờ là trên 50, và số lượng các viện nghiên cứu, thư viện một nơi nào đó gần 250.
Trung tâm thần học của nó và đền thờ Fatima al-Masumeh là công trình nổi bật của tỉnh lỵ của tỉnh Qom. Một tôn giáo rất phổ biến trang web của cuộc hành hương trước đây là bên ngoài thành phố Qom, nhưng bây giờ nhiều hơn một vùng ngoại ô được gọi là Jamkaran.
Qom của gần Tehran, thủ đô của Iran.
Đông Nam Qom là thành phố cổ xưa của Kashan. Trực tiếp phía nam của Qom nằm thị trấn của Delijan, Mahallat, Naraq, Kahak, và Jasb. Các khu vực xung quanh phía đông của Qom được phổ biến bởi Tafresh, Saveh, và Ashtian và Jafarieh.
Qom có cơ sở làm giàu urani. Tháng 1 năm 2012, chính phủ Iran tuyên bố tiền hành làm giàu urani ở đây.

## Khí hậu
| Dữ liệu khí hậu của Qom (1986–2010)                                                                                        | Dữ liệu khí hậu của Qom (1986–2010) | Dữ liệu khí hậu của Qom (1986–2010) | Dữ liệu khí hậu của Qom (1986–2010) | Dữ liệu khí hậu của Qom (1986–2010) | Dữ liệu khí hậu của Qom (1986–2010) | Dữ liệu khí hậu của Qom (1986–2010) | Dữ liệu khí hậu của Qom (1986–2010) | Dữ liệu khí hậu của Qom (1986–2010) | Dữ liệu khí hậu của Qom (1986–2010) | Dữ liệu khí hậu của Qom (1986–2010) | Dữ liệu khí hậu của Qom (1986–2010) | Dữ liệu khí hậu của Qom (1986–2010) | Dữ liệu khí hậu của Qom (1986–2010) |
| Tháng | 1                                   | 2                                   | 3                                   | 4                                   | 5                                   | 6                                   | 7                                   | 8                                   | 9                                   | 10                                  | 11                                  | 12                                  | Năm                                 |
| --- | ----------------------------------- | ----------------------------------- | ----------------------------------- | ----------------------------------- | ----------------------------------- | ----------------------------------- | ----------------------------------- | ----------------------------------- | ----------------------------------- | ----------------------------------- | ----------------------------------- | ----------------------------------- | ----------------------------------- |
| Cao kỉ lục °C (°F) | 23.4 (74.1)                         | 26.5 (79.7)                         | 35.5 (95.9)                         | 36.5 (97.7)                         | 41.5 (106.7)                        | 44.2 (111.6)                        | 47.0 (116.6)                        | 45.5 (113.9)                        | 41.6 (106.9)                        | 36.6 (97.9)                         | 28.6 (83.5)                         | 22.5 (72.5)                         | 47.0 (116.6)                        |
| Trung bình ngày tối đa °C (°F)                                                                                             | 10.2 (50.4)                         | 13.6 (56.5)                         | 19.1 (66.4)                         | 26.0 (78.8)                         | 31.8 (89.2)                         | 37.9 (100.2)                        | 40.3 (104.5)                        | 39.4 (102.9)                        | 34.9 (94.8)                         | 27.7 (81.9)                         | 18.9 (66.0)                         | 12.2 (54.0)                         | 26.0 (78.8)                         |
| Trung bình ngày °C (°F) | 4.2 (39.6)                          | 7.1 (44.8)                          | 12.0 (53.6)                         | 18.3 (64.9)                         | 23.6 (74.5)                         | 29.1 (84.4)                         | 31.8 (89.2)                         | 30.3 (86.5)                         | 25.2 (77.4)                         | 19.0 (66.2)                         | 11.5 (52.7)                         | 6.1 (43.0)                          | 18.2 (64.8)                         |
| Tối thiểu trung bình ngày °C (°F)                                                                                          | −1.9 (28.6)                         | 0.6 (33.1)                          | 5.0 (41.0)                          | 10.5 (50.9)                         | 15.4 (59.7)                         | 20.2 (68.4)                         | 23.4 (74.1)                         | 21.2 (70.2)                         | 15.6 (60.1)                         | 10.3 (50.5)                         | 4.1 (39.4)                          | −0.1 (31.8)                         | 10.4 (50.7)                         |
| Thấp kỉ lục °C (°F) | −23.0 (−9.4)                        | −11.2 (11.8)                        | −11.0 (12.2)                        | 0.4 (32.7)                          | 5.4 (41.7)                          | 8.0 (46.4)                          | 15.0 (59.0)                         | 13.5 (56.3)                         | 6.5 (43.7)                          | 0.6 (33.1)                          | −7.0 (19.4)                         | −10.5 (13.1)                        | −23.0 (−9.4)                        |
| Lượng Giáng thủy trung bình mm (inches)                                                                                    | 25.4 (1.00)                         | 20.5 (0.81)                         | 27.7 (1.09)                         | 20.2 (0.80)                         | 10.4 (0.41)                         | 2.3 (0.09)                          | 0.7 (0.03)                          | 0.3 (0.01)                          | 0.8 (0.03)                          | 6.2 (0.24)                          | 14.3 (0.56)                         | 19.4 (0.76)                         | 148.2 (5.83)                        |
| Số ngày giáng thủy trung bình (≥ 1.0 mm)                                                                                   | 4.4                                 | 4.1                                 | 4.2                                 | 3.9                                 | 2.0                                 | 0.4                                 | 0.2                                 | 0.1                                 | 0.3                                 | 1.8                                 | 2.6                                 | 3.2                                 | 27.2                                |
| Số ngày tuyết rơi trung bình                                                                                               | 3.1                                 | 1.4                                 | 0.3                                 | 0.0                                 | 0.0                                 | 0.0                                 | 0.0                                 | 0.0                                 | 0.0                                 | 0.0                                 | 0.1                                 | 0.9                                 | 5.8                                 |
| Độ ẩm tương đối trung bình (%)                                                                                             | 66                                  | 58                                  | 48                                  | 42                                  | 33                                  | 24                                  | 23                                  | 24                                  | 26                                  | 38                                  | 52                                  | 66                                  | 41                                  |
| Số giờ nắng trung bình tháng                                                                                               | 185.0                               | 194.0                               | 221.5                               | 233.3                               | 296.6                               | 351.5                               | 354.5                               | 347.3                               | 309.9                               | 263.4                               | 204.9                               | 172.7                               | 3.134,6                             |
| Nguồn: Iran Meteorological Organization (cực độ), (độ), (giáng thủy), (độ ẩm), (ngày giáng thủy va ngày tuyết rơi), (nắng) |                                     |                                     |                                     |                                     |                                     |                                     |                                     |                                     |                                     |                                     |                                     |                                     |                                     |